# Santo Afonso
Santo Afonso este un oraș în Mato Grosso (MT), Brazilia.